# Odontomyia altifrons
Odontomyia altifrons är en tvåvingeart som beskrevs av Wulp 1888. Odontomyia altifrons ingår i släktet Odontomyia och familjen vapenflugor. Inga underarter finns listade i Catalogue of Life.